# Tychius picirostris
Tychius picirostris är en skalbaggsart som först beskrevs av Fabricius 1787.  Tychius picirostris ingår i släktet Tychius, och familjen vivlar. Arten är reproducerande i Sverige.